# Nhà thờ chính tòa Hải Phòng

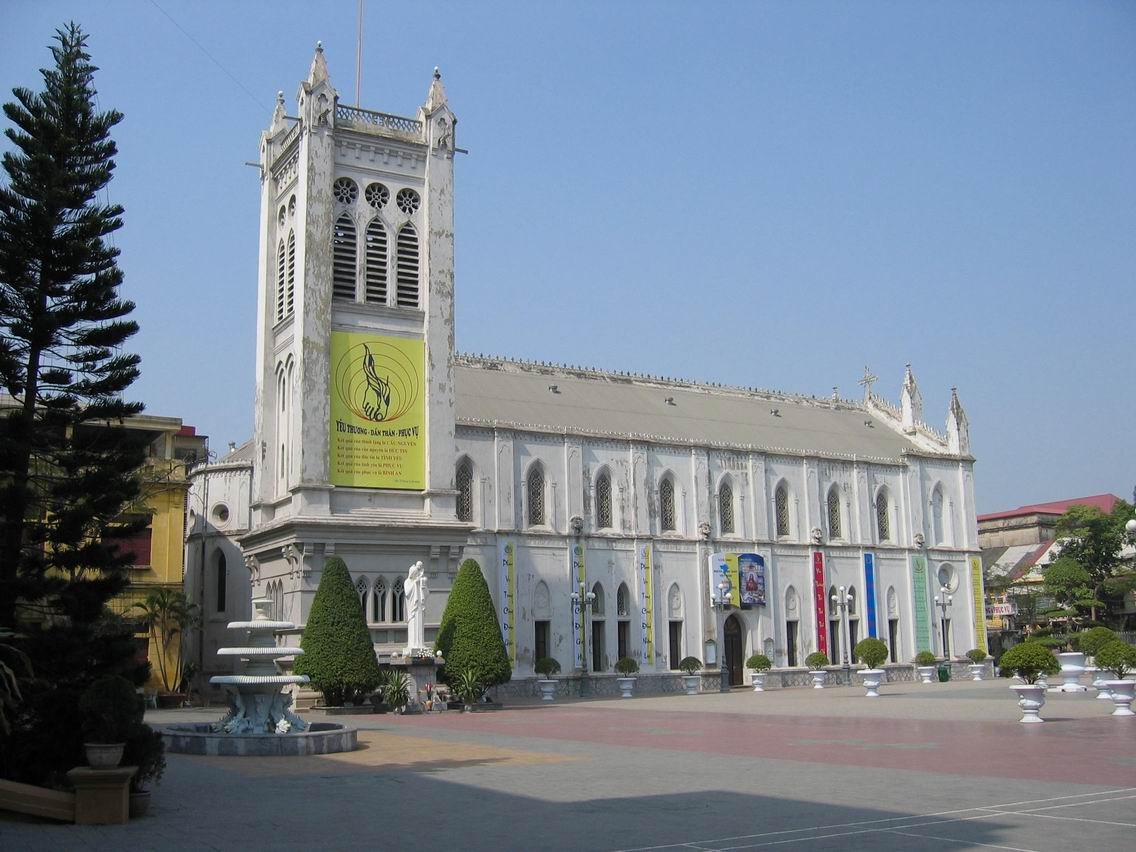
Nhà thờ chính tòa Hải Phòng 2007

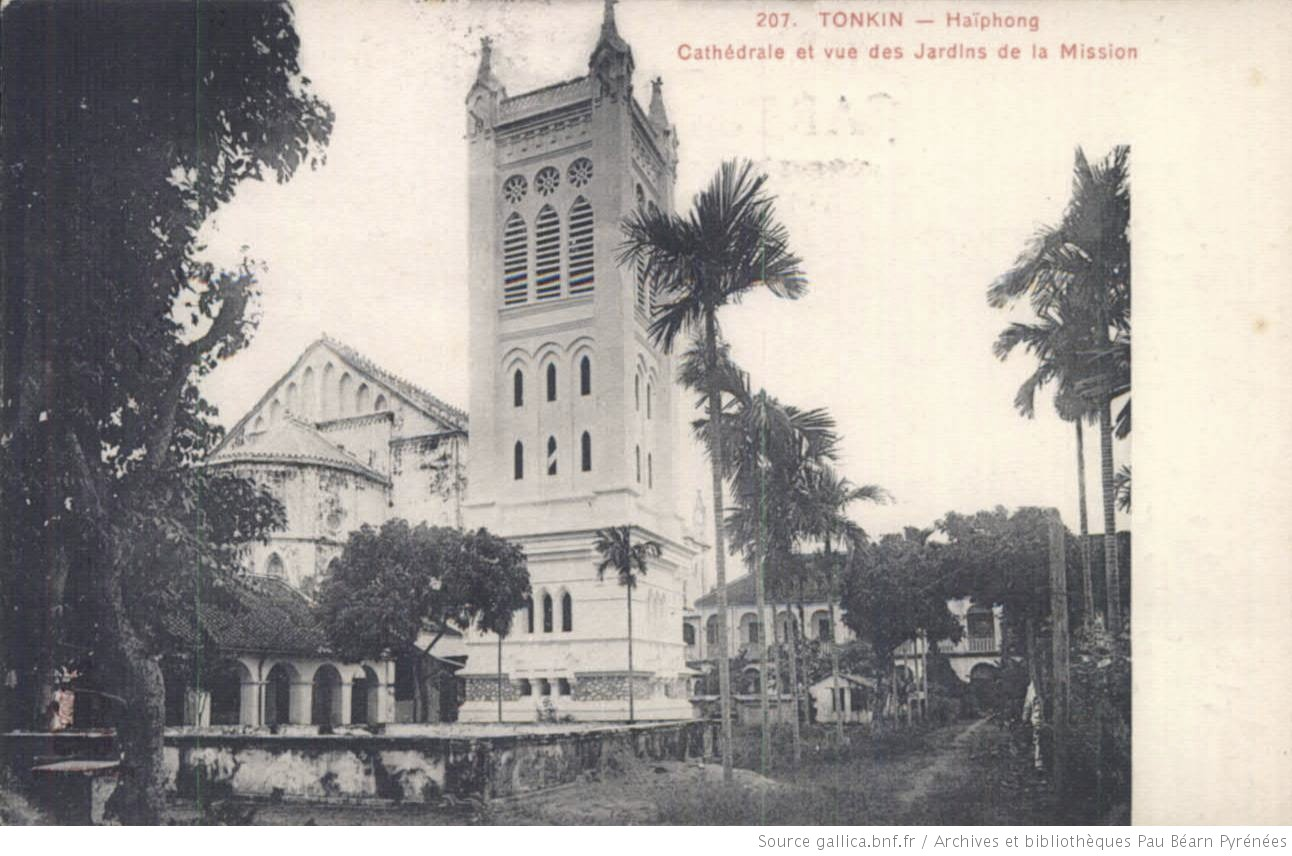
Nhà thờ chính tòa Hải Phòng vào đầu thế kỷ XX

Nhà thờ chính tòa Hải Phòng với tước hiệu Nữ Vương Rất Thánh Mân Côi là nhà thờ chính tòa của Giáo phận Hải Phòng nằm tại số 46 phố Hoàng Văn Thụ, phường Hồng Bàng, thành phố Hải Phòng. Nhà thờ chính tòa Hải Phòng cách Hà Nội 102 km.
Mặc dù công giáo đã có mặt từ rất lâu và ảnh hưởng sâu rộng đến Hải Phòng. Tuy nhiên, phải đến mãi những năm 20 của thế kỷ XIX, một nhà thờ có quy mô lớn mới được xây dựng ở Hải Phòng. Nhà thờ được xây theo kiểu kiến trúc Gothique dài 47m, rộng 17m. Tháp chuông hình vuông nhà thờ cao 28m.
Sau khi được khánh thành, trải qua nhiều thời gian biến động, nhà thờ xuống cấp, hư hỏng. Năm 2000, linh mục chính xứ đã làm đơn xin cải tạo, sửa chữa, nâng cấp toàn bộ nội thất nhà thờ và giữ nguyên kiến trúc như xưa.
Đến nay, nhà thờ chính toà, tháp chuông, khuôn viên đã được chỉnh trang, sửa chữa đồng bộ, là một trong những nhà thờ lớn và đẹp của thành phố Hải Phòng.